# Панасюк Євген Миколайович

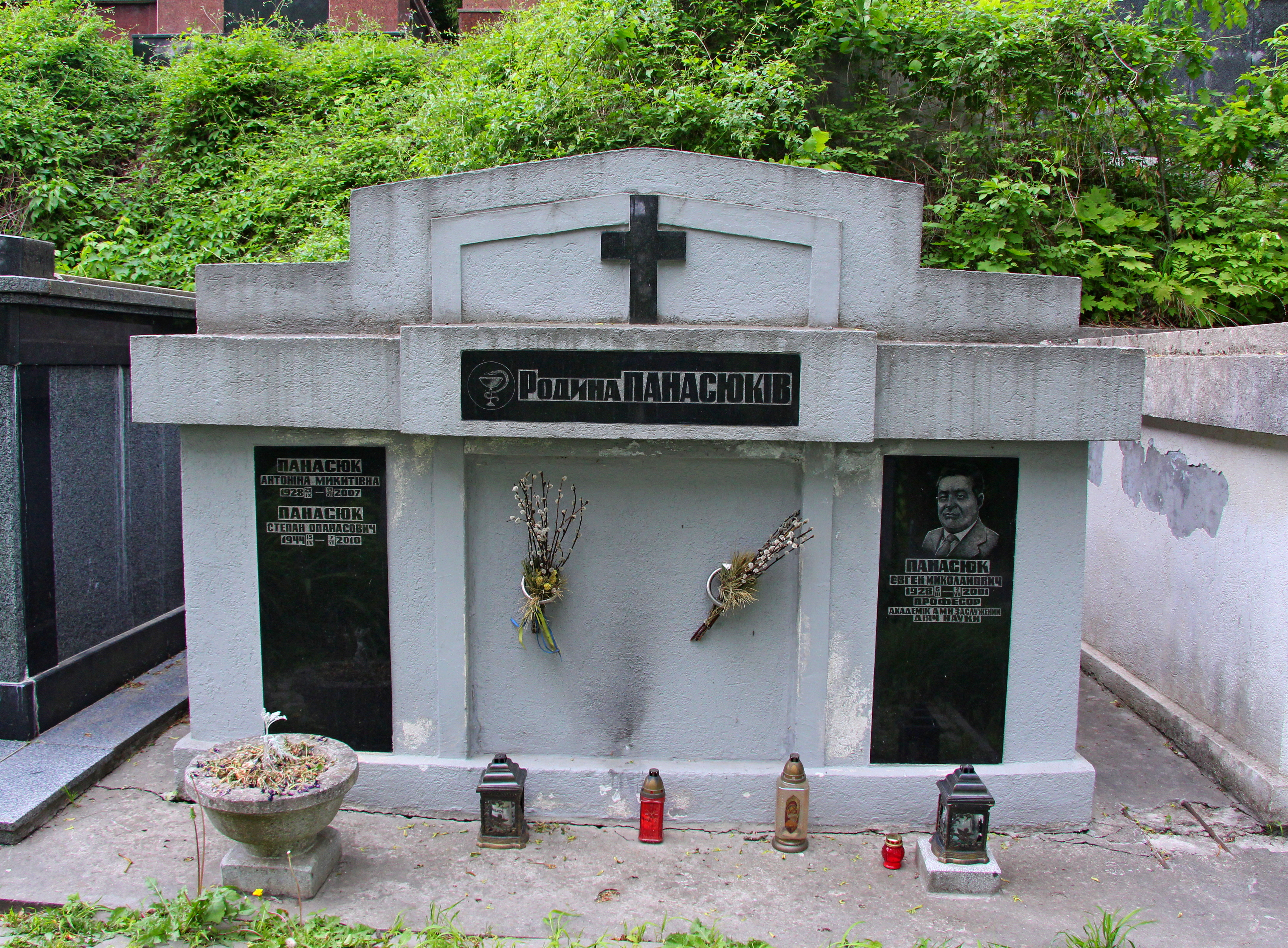

Євге́н Микола́йович Панасю́к (* 6 березня 1928, село Закупне Чемеровецького району Хмельницької області — † 2 червня 2001 , м. Львів) — український учений-фізіолог.
Професор Львівського державного медичного університету (нині — Львівський національний медичний університет імені Данила Галицького). Заслужений діяч науки України.
Закінчив Кам'янець-Подільське медичне училище, 1963 — Львівський медичний інститут. Працював лікарем обласної лікарні, а з 1966 у Львівському медичному інституті (нині — Львівський національний медичний університет імені Данила Галицького) — аспірантом, асистентом, доцентом, завідувачем кафедри нормальної фізіології (1974–1999), проректором з науково-дослідної роботи.
Помер у Львові , похований у родинній гробниці на 80 полі Личаківського цвинтаря.

## Наукова діяльність
Опублікував понад 380 наукових роботи, 7 монографій і посібників, 50 методичних вказівок та інформаційних листів, має 13 авторських свідоцтв.
Під його керівництвом підготовлено 9 докторських та 40 кандидатських дисертацій.
Був різностороннім вченим, дослідником широкого профілю, що вніс суттєвий вклад у розв'язання низки фундаментальних і прикладних проблем фізіології. З його іменем пов'язано розвиток сучасної експериментальної та клінічної гастроентерології, досліджень впливу на організм людини магнетних полів та лазерних променів і впровадження результатів досліджень в клінічну практику. Коло наукових інтересів вченого надзвичайно широке і водночас це єдина ланка досліджень — вияснення інтимних механізмів діяльності нервової системи та шлункового тракту на різних рівнях організації живого організму.
У науково-дослідному плані Євгена Панасюка домінували три основних напрямки:
- вивчення регуляторних механізмів медіаторно-ферментних та електролітних процесів в гастроентерології;
- дослідження механізмів дії магнітного поля, лазерного випромінювання, біологічно активних речовин та курортних факторів на організм та відновлення здоров'я людини;
- вивчення дії специфічних та неспецифічних факторів на діяльність центральної нервової системи і підвищення працездатності, витривалості та відновлення функцій людського організму.

Засновник і перший головний редактор журналу «Експериментальна та клінічна фізіологія».
За тривалий час, упродовж якого Євген Панасюк очолював кафедру нормальної фізіології Львівського медичного інституту, його співробітниками опубліковано понад 900 наукових праць, які дали можливість відкрити інтимні механізми процесів збудження, гальмування, трофічних впливів нервової системи та адаптаційно-пристосувальних механізмів, відновлення працездатності людини.
Євген Панасюк був одним з організаторів ІІІ Конгресу Світової федерації українських лікарських товариств, що проходив у серпні 1990 в Києві та Львові.

## Публікації
Мартынюк В. Б., Ковальчук С. Н., Тымочко М. Ф., Панасюк Е. Н. Индекс антиоксидантной активности биоматериала // Лабораторное дело. — 1991. — № 3. — С. 19—22.

## Навчальні посібники
- Панасюк Є. М., Карюк Л. С., Федорів Я. М., Онищенко Ю. В. Фізіологія і патологія системи дихання. — Львів: Світ. — 1992. — 216 с.
- Панасюк Є. М., Ютанов В. І., Жаріков О. Й., Корнилова Н. П., Середюк Н. М. Фізіологія і патологія системи кровообігу. — Львів: Світ. — 1997. — 225 с.